# علاج بالماء
العلاج بالماء هي وسيلة تستخدم في علاج ضحايا الحرائق. ويزود خزان الدردور ببطانة بلاستيكية لأغراض صحية. المعالجة بالماء هي وسيلة لمعالجة التهاب المفاصل واضطراباتها وإصاباتها عن طريق الغمس في الماء. وتوجد في بعض المستشفيات والعيادات الحديثة وحدات للمعالجة بهذه الطريقة في أقسام العلاج الطبيعي.

## الفوائد الصحية بالمعالجة بالماء الدافئ
يمكن استخدام الماء الدافئ لتحقيق مزيد من الراحة لمرضى التهاب المفاصل، وكذلك لعلاج الأمراض المزمنة التي تصيب العضلات والمفاصل، ولتحسين مرونة المفاصل. ويتسبب الماء الدافئ في تمدد الأوعية الدموية الدقيقة بالقرب من سطح الجلد، مما يجعل مزيداً من الدم يندفع إلى سطح الأنسجة لمقاومة المرض في تلك المنطقة. كذلك يصلح الماء الدافئ في حمامات المياه الدوامية لتطهير الجروح عند معالجة المرضى المصابين بحروق. ويعد التأثير المسبب للطفو الذي يتميز به الماء من الأهمية بمكان عندما يحاول مريض ما استرداد القوة في عضلاته التي أصابها الضعف، أو التي أصيبت بشلل جزئي. وفي مثل هذه الحالات يستطيع المريض أن يمارس تمريناته في حوض ماء مخصص للعلاج.
والمصحات العلاجية التي يطلق عليها اسم منتجعات الينابيع الطبيعية بها عيون لمياه معدنية يستحم مرتادوها فيها، وتعمل هي وحمامات البخار العلاجية وأنواع أخرى على معالجة الأمراض. وتوجد المنتجعات المشهورة في أوروبا في كارلوفي فاري بجمهورية تشيكا، وفيشي بفرنسا، وبادن بادن بألمانيا.
المعالجة المائية وتشمل أيضا تمارين المائية التي يمكن اعتبارها خيارات آمنة للأشخاص الذين يعانون من مجموعة متنوعة من الظروف مثل النقرس والتهاب المفاصل.و تحسن الدورة الدموية وتزيل السموم من الجسم. ويعتقد أيضا أن المعالجة المائية تعزز جهاز المناعة في الجسم.

## الآثار المترتبة على المعالجة المائية على الجسم
الآثار العلاجية من المياه تعتمد بشكل رئيسي على درجة الحرارة، وعمق ومدة الغمر في المياه. بعض الآثار الهامة والمستخدمة على نطاق واسع هي :
- الآثار الحرارية : ويتم إنتاج هذه التأثيرات من تطبيق الماء عند درجات حرارة أعلى أو أقل من درجة حرارة الجسم. ويعتبر الطلب من الماء البارد لتحفيز الآثار. وهي تساعد في الحد من علامات الالتهاب مثل ألم وتورم في المراحل الحادة من الإصابة. الماء الساخن هو الاسترخاء في الطبيعة. وهي تساعد في تحسين الدورة الدموية وفي إزالة المخلفات من أنسجة الجسم. المياه الساخنة تطبيق مفيد في تخفيف الآلام المزمنة.
- الآثار الميكانيكية : إن مثل حركة التدليك من نفثات الماء يحفز مستقبلات اللمس في الجلد مما يؤدي إلى زيادة الدورة الدموية. أيضا، خاصية الطفو المائية من المياه يجعل التمارين مفيدة جدا. وانعدام الوزن الجزئي تواجهك، بينما هي غارقة جسمك في الماء، ويساعد على تخفيف الضغط قوات مشتركة من المفاصل التي تحمل الوزن، وبالتالي منع الأمراض التنكسية المشتركة مثل هشاشة العظام.
- آثار المواد الكيميائية : المعالجة المائية تنتج تهدئة الآثار. وخلصت الدراسات المختلفة أن هناك زيادة في مستويات هرمون السيروتونين. للمعالجة المائية دور أيضا في إزالة السموم من تجاويف الجسم المختلفة. فإنه يهدئ الرئتين والقلب والمعدة ونظام الغدد الصماء من خلال تحفيز ردود الفعل العصبية في النخاع الشوكي.

## تقنيات المعالجة المائية

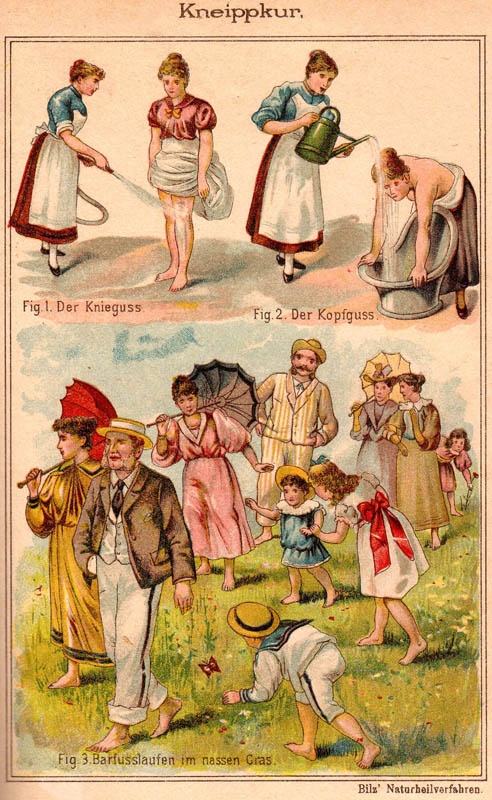
علاج بالرش بالماء بطريقة "كنايب" الألماني ، صورة توضيحية من كتابه الصادر في عام 1894.

- محايد حمام : في هذه الطريقة، يتم غمر الجسم حتى الرقبة في المياه تحت درجة حرارة تتراوح ما الذي يختلف 92 حتي 98 درجة فهرنهايت. حمام محايدة وذات طابع مهدئا الذي يهدئ الجهاز العصبي، وبالتالي، أنها فعالة في علاج الاكتئاب، والأرق والقلق.ثبت أن تكون مفيدة في الحد من التهاب في حالات الإصابة بأمراض مختلفة مثل التهاب المفاصل المشتركة. حمام محايد هو أيضا وسيلة فعالة لإزالة السموم من الجسم.
- دوامة مياه : هي الأكثر استخداما لخدمة الغرض من إعادة التأهيل، وهذا الأسلوب يجعل أساسا استخدام نقل المياه لإعادة تأهيل المصابين العضلات والمفاصل. وهو فعال في إدارة القروح والجروح. وهي طريقة رائعة للاسترخاء وأنه يساعد في تحسين الدورة الدموية كذلك.
- حمام على النقيض : إنه لتطبيق البديل من البرد والماء الساخن. عادة يتم تشغيل التطبيق مع الماء الساخن لنحو 3 دقائق ثم طلب بالماء البارد لحوالي 1 دقيقة. ويتكرر هذا لمدة 4 إلى 5 مرات في جلسة واحدة. وقال إن الدورة دائما مع نهاية معالجة المياه الباردة. على النقيض حمام زيادة فعالية الدورة الدموية ويجلب المواد الغذائية الحيوية إلى الخلايا على التئام الجروح. على النقيض يمنع حمام التكيف الحسي (تغيير في استجابة النظام الحسي بسبب التحفيز المستمر).
- حمام بارد : يمكن نغمة العضلات والحد من الالتهابات. وينصح عادة جلسات طويلة الحمام البارد للحد من الحمى. ويمكن للحمام البارد بعد التدريبات الشاقة أو تجريب مساعدة في عملية الشفاء من التعب وآخر من ممارسة وجع العضلات.
- حمام ساخن : يعمل على تهدئة الجسم عموما وسبب الاسترخاء العام للجسم. ويقوي جهاز المناعة، ويسهل عملية إزالة السموم.
- ساونا وحمام بخار : لكل هذه الحمامات آثارا مماثلة ومفيدة في إزالة السموم من الجلد. أساليب إنتاج شعور كبير من الاسترخاء ويساعد في تخفيف التوتر. الحمامات تحفيز تدفق الدم وتحسين الدورة الدموية.
- استنشاق البخار : تستخدم على نطاق واسع في المنازل لتخفيف احتقان الصدر. وتشجع الإفرازات المخاطية في الجهاز التنفسي وفتح الخطوط الهوائية لتسهيل التنفس.